# Геда (громада)
Геда (нім. Göda; в.-луж. Hodźij) — громада в Німеччині, розташована в землі Саксонія. Входить до складу району Бауцен.
Площа — 43,26 км2. Населення становить 3020 ос. (станом на 31 грудня 2020).
Громада підрозділяється на 32 сільські округи.
Офіційною мовою в населеному пункті, крім німецької, є верхньолужицька.

## Галерея

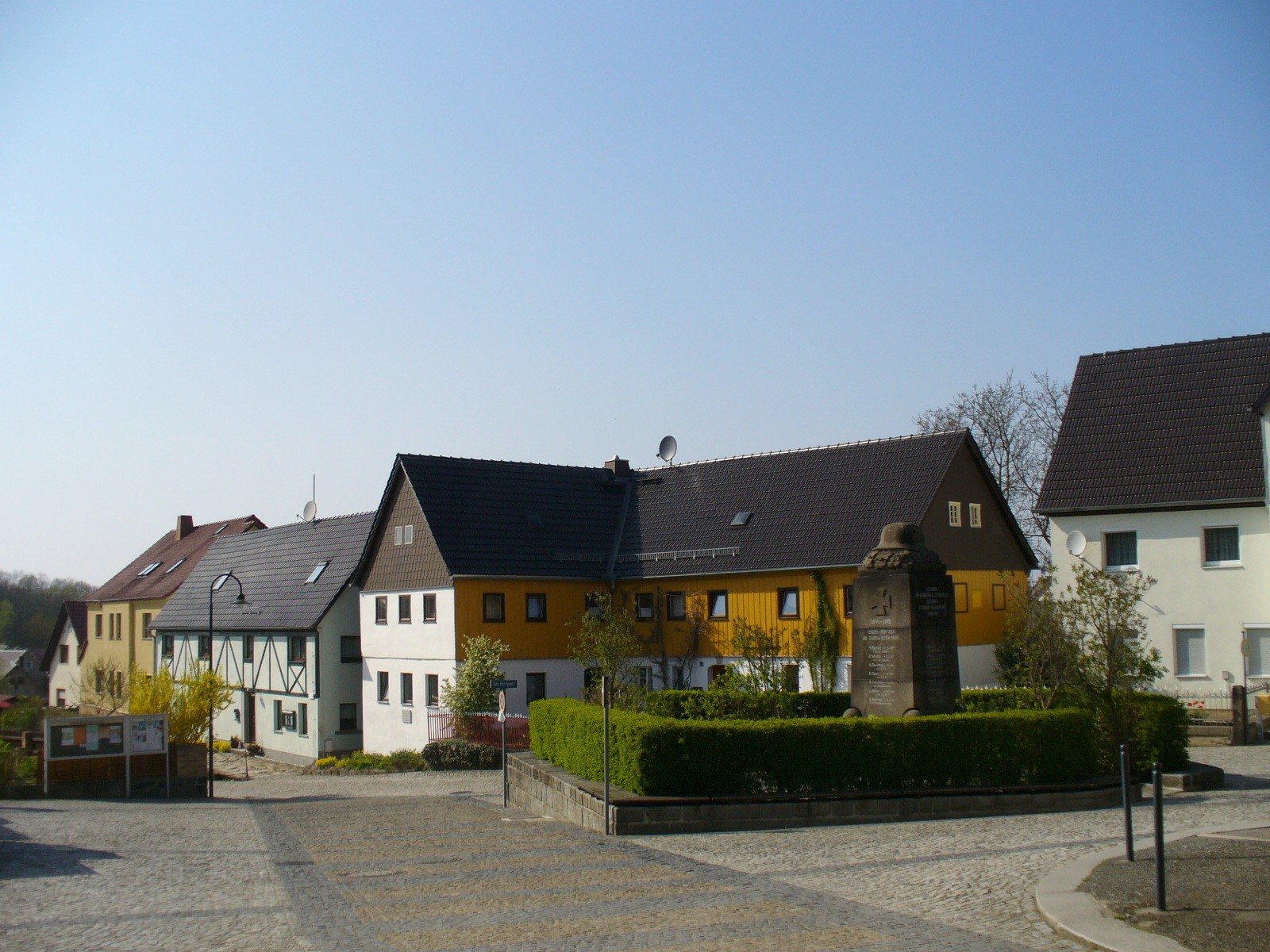
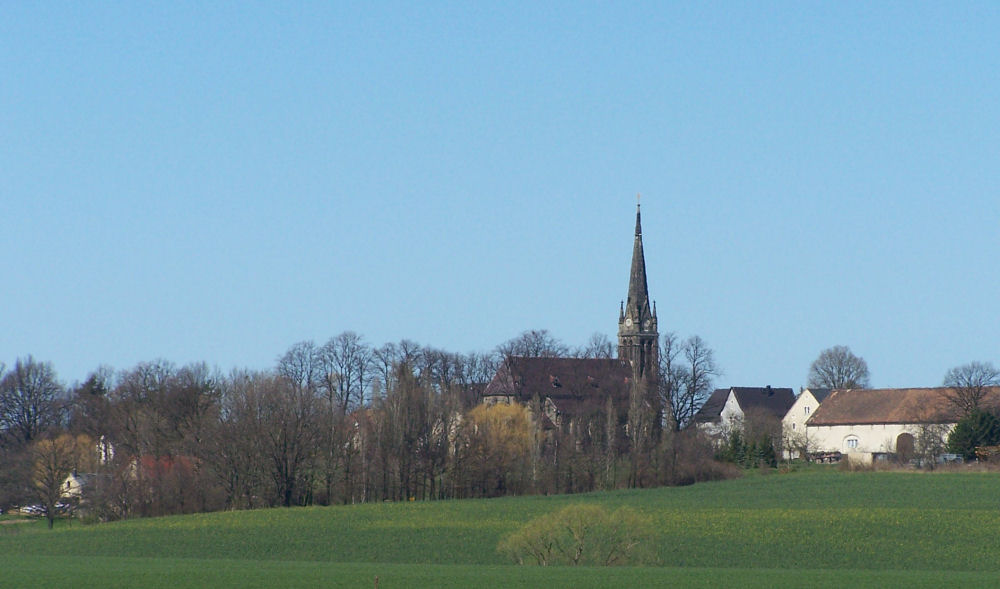